# كأس الأمير 2009–10
كأس الأمير 2009/2010 هي النسخة 47 من بطولة كأس الأمير التي فاز بها القادسية .

## الجولة الأولى
| المستضيف                      | النتيجة | الضيف    |
| ----------------------------- | ------- | -------- |
| الجهراء                       | 1 – 5   | اليرموك  |
| الصليبيخات                    | 1 - 2   | الفحيحيل |
| خيطان                         | 0 - 2   | السالمية |
| العربي                        | 6 - 0   | التضامن  |
| الساحل                        | 1 - 1   | كاظمة    |
| كاظمة فاز بضربات الجزاء 4 - 2 |         |          |
| النصر                         | 2 - 1   | الشباب   |

## ربع نهائي
| المستضيف | النتيجة | الضيف    |
| -------- | ------- | -------- |
| القادسية | 2 - 0   | اليرموك  |
| العربي   | 2 - 1   | السالمية |
| الكويت   | 1 - 0   | النصر    |
| كاظمة    | 5 - 2   | الفحيحيل |

## نصف نهائي
| المستضيف    | النتيجة | الضيف  |                                |
| ----------- | ------- | ------ | ------------------------------ |
| القادسية    | 4 - 1   | العربي |                                |
| نادي الكويت | 1 - 1   | كاظمة  | فاز الكويت بضربات الجزاء 4 - 3 |

## النهائي
| المستضيف                         | النتيجة | الضيف  |
| -------------------------------- | ------- | ------ |
| القادسية                         | 0 - 0   | الكويت |
| فاز القادسية بضربات الجزاء 4 - 1 |         |        |
| البطل:القادسية                   |         |        |